# Hysterostomella sparsa
Hysterostomella sparsa är en svampart som först beskrevs av Peck & Clinton, och fick sitt nu gällande namn av M.E. Barr 1986. Hysterostomella sparsa ingår i släktet Hysterostomella och familjen Parmulariaceae.   Inga underarter finns listade i Catalogue of Life.